# Vasco Vilaça
Vasco Vilaça (* 21. Dezember 1999 in Amadora) ist ein portugiesischer Triathlet, Vizeweltmeister Triathlon (2020) und Olympiastarter (2024).

## Sportliche Karriere
Vasco Vilaça startete als Sechsjähriger bei seinem ersten Duathlon.
2013 zog seine Familie nach Schweden.
Im Juni 2017 wurde Vasco Vilaça Junioren-Europameister Triathlon und zwei Wochen später auch portugiesischer Junioren-Meister.
Im Oktober 2020 wurde er mit der Staffel startend für Sport Lisboa e Benfica Vizeeuropameister der Clubs. Im September wurde er in Hamburg Vizeweltmeister Triathlon.
Im März 2023 wurde der 23-Jährige auf der Triathlon-Sprintdistanz Zweiter im ersten Rennen der ITU World Championship Series 2023 in Abu Dhabi. Er beendete die WM-Rennserie auf dem vierten Rang.

### Olympische Sommerspiele 2024
Im Juli 2024 erreichte der 25-Jährige bei den Olympischen Sommerspielen in Paris im Rennen der Männer den fünften Rang.

## Sportliche Erfolge
| Datum/Jahr    | Rang | Wettbewerb                                      | Austragungsort | Zeit     | Bemerkung                                                                                     |
| ------------- | ---- | ----------------------------------------------- | -------------- | -------- | --------------------------------------------------------------------------------------------- |
| 12. Juli 2025 | 2    | ITU World Championship Series 2025              | Hamburg        | 00:50:14 |                                                                                               |
| 17. Mai 2025  | 2    | ITU World Championship Series 2025              | Yokohama       | 01:41:14 |                                                                                               |
| 5. Aug. 2024  | 5    | Olympische Sommerspiele 2024, Mixed Relay       | Paris          | 01:27:08 | in der gemischten Staffel mit Ricardo Batista, Melanie Santos und Maria Tomé                  |
| 31. Juli 2024 | 5    | Olympische Sommerspiele 2024                    | Paris          | 01:43:56 |                                                                                               |
| 14. Juli 2024 | 2    | ITU World Championship Series 2024              | Hamburg        | 00:50:09 |                                                                                               |
| 11. Mai 2024  | 27   | ITU World Championship Series 2024              | Yokohama       | 01:44:12 |                                                                                               |
| 7. Okt. 2023  | 1    | ITU World Triathlon Cup                         | Rom            | 00:53:39 |                                                                                               |
| 13. Mai 2023  | 3    | ITU World Championship Series 2023              | Yokohama       | 01:42:18 |                                                                                               |
| 3. März 2023  | 2    | ITU World Championship Series 2023              | Abu Dhabi      | 00:52:59 |                                                                                               |
| 11. Sep. 2022 | 2    | Super League Triathlon                          | München        |          | [ 1 ]                                                                                         |
| 14. Aug. 2022 | 7    | ETU Triathlon European Championship Mixed Relay | München        | 01:27:31 | Europameisterschaft; gemischte Staffel; mit Melanie Santos, João José Pereira und Maria Tomé  |
| 13. Aug. 2022 | 13   | ETU Triathlon European Championship             | München        | 01:42:59 | Europameisterschaft auf der olympischen Distanz                                               |
| 9. Juli 2022  | 7    | ITU World Championship Series 2022              | Hamburg        | 00:53:38 |                                                                                               |
| 11. Okt. 2020 | 2    | ETU Triathlon European Championship Clubs       | Alhandra       |          | Mixed Relay (mit Melanie Santos, Vera Vilaca und João Pedro Silva) für Sport Lisboa e Benfica |
| 10. Okt. 2020 | 1    | ETU Triathlon Mediterranean Championships       | Alhandra       | 00:51:09 |                                                                                               |
| 5. Sep. 2020  | 2    | ITU World Championship Series 2020              | Hamburg        | 00:53:38 | Vizeweltmeister                                                                               |
| 1. Juli 2017  | 1    | POR Triathlon Junior National Championships     | Esposende      | 00:57:33 |                                                                                               |
| 16. Juni 2017 | 1    | ETU Triathlon European Championship Junior Men  | Kitzbühel      | 00:53:39 |                                                                                               |

| Datum/Jahr  | Rang | Wettbewerb                                    | Austragungsort | Zeit     | Bemerkung |
| ----------- | ---- | --------------------------------------------- | -------------- | -------- | --------- |
| 1. Mai 2016 | 1    | SWE Duathlon National Championship Junior Men | Schweden       | 00:56:22 |           |

(DNF – Did Not Finish)